# SMS PZPS Spała
SMS PZPS Spała (pełna nazwa: Niepubliczne Liceum Ogólnokształcące Szkoły Mistrzostwa Sportowego Polskiego Związku Piłki Siatkowej w Spale) – szkoła mistrzostwa sportowego, powołana w 1995 roku w Rzeszowie. Cztery lata po jej założeniu została przeniesiona do Spały.
Opiera się głównie na szkoleniu siatkarskiej młodzieży w kategoriach kadet i junior, a jej uczniowie regularnie występują w młodzieżowych reprezentacjach Polski m.in. w mistrzostwach świata.

## Historia

### Niepubliczne LO
Niepubliczne Liceum Ogólnokształcące Szkoła Mistrzostwa Sportowego Polskiego Związku Piłki Siatkowej – rozpoczęła działalność 01.09.1995 r w Rzeszowie. Została powołana z myślą o szkoleniu uzdolnionej siatkarsko młodzieży. Uczniowie szkoły są jednocześnie trzonem reprezentacji Polski kadetów i juniorów. Właścicielem szkoły jest Polski Związek Piłki Siatkowej. Pierwszym dyrektorem szkoły został Andrzej Grzyb.
Trenerami byli: Edward Sroka, Jan Such, Grzegorz Ryś, Jan Ryś, Marek Bernat, Wojciech Kasza i trener akrobatyki – Wiktor Broński. Szkoła w Rzeszowie funkcjonowała do 1 września 1999 roku kiedy to przeniesiona została do Spały i ma swoją siedzibę w Ośrodku Przygotowań Olimpijskich.
Dyrektorem z ramienia PZPS został Marek Hertel, długoletni zawodnik i trener klasy mistrzowskiej. Pracują w niej wybrani trenerzy i nauczyciele z dużymi osiągnięciami i doświadczeniem zawodowym. Do szkoły trafiają uczniowie wyłonieni drogą selekcji w poszczególnych etapach.
I etap – Turniej Nadziei Olimpijskich
II etap – obserwacje zawodników na rozgrywkach młodzieżowych tj. Mistrzostwa Polski Kadetów i Juniorów
III etap – obserwacje zawodników powołanych na konsultacje szkolne.
Najlepsi zostają wybrani do dalszego szkolenia.
O przyjęciu do szkoły decydują także wyniki nauczania ze szkoły niższego szczebla – wg ogólnych przepisów przyjęć do szkół ponadgimnazjalnych. Szkoła Mistrzostwa Sportowego jest szkołą średnią licealną. Dotowana jest przez Ministerstwo Edukacji Narodowej i Sportu, Starostwo Powiatowego w Tomaszowie Mazowieckim oraz sponsorów. Szkoła liczy 32 uczniów w trzech klasach licealnych. Młodzież ma do dyspozycji rozległą bazę treningową i rekreacyjną dostępną w COS – sale treningowe, siłownię, basen, salę odnowy biologicznej itp.
Zajęcia sportowe odbywają się co najmniej dwa razy dziennie. W ramach szkolenia SMS uczestniczy w rozgrywkach I i II Ligi Piłki Siatkowej – jako „SMS Spała”. Wielu uczniów szkoły należy do reprezentacji Polski w swoich kategoriach wiekowych. Młodzież kończąca szkołę często trafia do najlepszych klubów w Polsce – wielu z nich zostaje powołanych do Reprezentacji Polski już jako seniorzy.

### Od 2000 – I liga
W 2000 roku decyzją Zarządu PZPS do rozgrywek I ligi (seniorów) dołączono SMS. Według regulaminu, juniorzy ze Spały – mimo że przystępują do rozgrywek jako ich normalny uczestnik – nie podlegają ostatecznej weryfikacji, jak pozostałe kluby. Biorą oni udział wyłącznie w zasadniczej fazie sezonu (tj. mecz i rewanż – każdy z każdym) i niezależnie od miejsca zajętego w końcowej tabeli kończą udział w zmaganiach, pozostając na tym szczeblu przez kolejne sezony (dlatego nie mogą ani awansować do PlusLigi, ani spaść do II ligi, ani nawet walczyć w turze play-off).
Decyzją Zarządu Polskiego Związku Piłki Siatkowej z dnia 15 września 2010 r., SMS I PZPS Spała będzie występował w rozgrywkach na tych samych zasadach co pozostałe zespoły. Zniesione zostało automatyczne pozostanie w lidze bez względu na wynik sportowy, tj. zespoły te obowiązują ogólne zasady dotycząc spadku i awansu.

## Najbardziej znani absolwenci
- Michał Bąkiewicz
- Wojciech Grzyb
- Jakub Oczko
- Michał Winiarski
- Michał Ruciak
- Adrian Patucha
- Bartłomiej Neroj
- Michał Kaczmarek
- Marcin Możdżonek
- Remigiusz Kapica
- Bartosz Gawryszewski
- Marcel Gromadowski
- Tomasz Drzyzga
- Patryk Czarnowski
- Damian Domonik
- Michał Kozłowski
- Michał Żuk
- Waldemar Kaczmarek
- Jakub Jarosz
- Bartosz Janeczek
- Michał Kamiński
- Dawid Gunia
- Mikołaj Sarnecki
- Jan Król
- Łukasz Wiśniewski
- Adam Swaczyna
- Jakub Nowocień
- Fabian Drzyzga
- Paweł Zatorski
- Wojciech Włodarczyk
- Mateusz Mika
- Piotr Hain
- Miłosz Hebda
- Wojciech Ferens
- Adrian Buchowski
- Bartosz Kaczmarek
- Patryk Szczurek
- Tomasz Kalembka
- Dawid Dryja
- Nikodem Wolański
- Bartosz Bednorz
- Maciej Olenderek
- Rafał Szymura
- Aleksander Śliwka
- Bartosz Bućko
- Jan Fornal
- Krzysztof Bieńkowski
- Jan Nowakowski
- Adam Kowalski
- Bartłomiej Bołądź
- Mateusz Bieniek
- Sławomir Stolc
- Michał Kaczyński
- Piotr Orczyk
- Jakub Wachnik
- Łukasz Łapszyński
- Bartłomiej Grzechnik
- Szymon Romać
- Kacper Gonciarz
- Mateusz Piotrowski
- Mateusz Sacharewicz
- Tomasz Fornal
- Bartosz Kwolek
- Jakub Kochanowski
- Jakub Ziobrowski
- Łukasz Kozub
- Mateusz Masłowski
- Radosław Gil
- Jędrzej Gruszczyński
- Kamil Droszyński
- Norbert Huber
- Patryk Niemiec
- Damian Domagała
- Marcin Komenda
- Dawid Woch
- Bartłomiej Lipiński
- Adam Smolarczyk